# 신와정
신와정(일본어: 新和町)은 일본 구마모토현 아마쿠사군에 있던 정이다.
2006년 3월 27일에, 혼도시·우시부카시, 아마쿠사군 고쇼우라정·구라타케정·스모토정·아리아케정·이쓰와정·아마쿠사정, 가와우라정과 합병해 아마쿠사시가 되었다.

## 지리
아마쿠사 제도의 시모지마 동부에 위치하고 있다.

## 역사
- 1954년 11월 1일 - 미야지촌, 나카다촌, 이카리이시촌, 오타오촌이 합병해 신와촌이 성립하였다.
- 1961년 4월 1일 - 정으로 승격해, 신와정이 되었다.
- 2006년 3월 27일 - 혼도시·우시부카시, 아마쿠사군 고쇼우라정·구라타케정·스모토정·아리아케정·이쓰와정·아마쿠사정, 가와우라정과 합병해 아마쿠사시가 되었다.

## 참고 문헌
- 角川日本地名大辞典編纂委員会, 『角川日本地名大辞典 43 熊本県』1987, 角川書店